# Jogi estek
A Jogi estek a tatai Móricz Zsigmond Városi Könyvtár ingyenes jogi tanácsadással foglalkozó programsorozata.

## Története
A szakértők egy-egy témában előadást tartottak a leggyakrabban előforduló helyzetekről, a buktatók és a kényes szituációk elkerüléséről, és megválaszolták a feltett kérdéseket.

## Célok
Az emberek sokszor nem mernek jogászhoz fordulni, mert esetleg nincs rá anyagi lehetőségük, vagy mert egyszerűen bizonytalanok, tartanak attól, hogy tájékozatlannak látszanak.  A program segít a jogszabályok útvesztőiben történő eligazodásban. A Jogi estek előadás sorozat 2011 novemberében indult, 2012 februárjáig tart, havonta egy előadást szervez a könyvtár.

## Előadások
- 2011. november 11-én Dr. Rubovszkyné dr. Kerekes Márta közjegyző beszélt az öröklési jog témakörében.
- 2011. december 15-én  Dr. Konnáth Attila a büntetőjogról tartott előadást.
- 2012. január 12-én Dr. Uttó Eszter beszélt a munkajogról.
- 2012. február 2-án Dr. Boleráczky Margit tartott előadást a családjog témakörében.